# Pierre MacDuff
Pierre MacDuff, né à Montréal en 1952, est un directeur artistique et un administrateur de théâtre.

## Biographie
Après des études en art dramatique à l’Option Théâtre du Collège Lionel-Groulx, Pierre MacDuff dirige tour à tour le Centre des auteurs dramatiques (1978 à 1984), le Conseil québécois du théâtre (1983 à 1991) dont il est cofondateur. Il assume la direction artistique de la Salle Fred-Barry (1986-1990) du Théâtre Denise-Pelletier qui se destine à l'accueil de compagnies de création. Membre fondateur du Carrefour international de théâtre de Québec, il en est codirecteur artistique (1992 à 1996) avec Michel Bernatchez. Il est membre du Comité organisateur des États généraux du théâtre professionnel au Québec (1980-1981),, membre du comité directeur de la Coalition des arts et des affaires culturelles (1986 à 1991)  et l’un des porte-parole du Mouvement pour les arts et les lettres (2000 à 2003). De 1991 à 2015, il est directeur général de la compagnie de théâtre Les Deux Mondes alors que celle-ci accentue son rayonnement international. Entre autres dossiers, il pilote celui de l’acquisition de l’édifice du quartier Villeray dont la compagnie est jusqu’alors locataire et sa transformation en un centre de production et de diffusion, en 1996, puis son agrandissement, en 2010, pour y accueillir le théâtre Aux Écuries. Il est l’instigateur, en 2015, du portail Rappels, une base de métadonnées diffusée gratuitement sur le Web portant sur les productions théâtrales québécoises.
Il collabore à la revue Mainmise (1976-1977), aux Cahiers de théâtre Jeu (1978 à 1987), aux cahiers En scène de la NCT (1979 à 1987) et à la première édition du Oxford Companion to Canadian Theatre (1989). Il participe à la production des premières éditions du Répertoire théâtral du Québec (1979, 1981). En 2007, il signe un livre d’entretiens avec Peter Brook, Climat de confiance. 

## Publications
- La Nouvelle Compagnie théâtrale / En scène depuis 25 ans, VLB Éditeur & La Nouvelle Compagnie théâtrale, 1988, 316 p.
- Climat de confiance, Les éditions de L'instant même, 2007, 90 p.